# Denis Leproux
Denis Leproux (Saint-Calais, 16 de desembre de 1964) va ser un ciclista i actual director esportiu francès. Com a ciclista fou professional de 1987 a 1988 i de 1998 al 2000. Un cop retirat s'ha dedicat a la direcció esportiva de diferents equips.

## Palmarès
- 1986
  - 1r al Circuit de les dues províncies
  - 1r al Tour de Loire-Atlàntic
  - 1r al Gran Premi de Puy-l'Évêque
  - Vencedor d'una etapa al Tour del Llemosí
- 1989
  - 1r als Boucles catalanes
- 1990
  - 1r als Tres dies dels Mauges
  - 1r al Gran Premi de la Tomate
  - Vencedor d'una etapa al Circuit de Saône-et-Loire
- 1991
  - 1r al Gran Premi de Puy-l'Évêque
  - 1r al Circuit de Saône-et-Loire
  - 1r al Tour de la Manche
  - 1r a la Nantes-Segré
  - 1r al Gran Premi de Fougères
- 1992
  - 1r al Tour de l'Ain
  - 1r al Gran Premi de Puy-l'Évêque
  - 1r al Trofeu des châteaux aux Milandes
  - 1r al Tour de la Manche
  - 1r al Gran Premi de Saint-Étienne Loire
- 1993
  - 1r al Trofeu des châteaux aux Milandes
  - 1r al Tour Nivernais Morvan
  - Vencedor d'una etapa al Tour de Corrèze
- 1994
  - 1r al Tour de Gironda
  - 1r al Tour Nivernais Morvan
  - 1r al Circuit boussaquin
  - 1r al Tour d'Alvèrnia i vencedor d'una etapa
  - 1r al Tour de la Dordogne i vencedor de 2 etapes
- 1995
  - 1r al Trofeu des châteaux aux Milandes
  - 1r al Tour d'Alvèrnia i vencedor de 2 etapes
  - 1r a la Ronda del Sidobre
- 1996
  - 1r a la Volta als Pirineus
- 1997
  - 1r a la Volta als Pirineus
  - 1r als Tres dies de Cherbourg i vencedor d'una etapa
  - 1r a la Ronda de l'Isard d'Arieja
  - 1r al Gran Premi de Puy-l'Évêque
  - 1r al Trofeu des châteaux aux Milandes
  - 1r al Tour del Bearn
  - 1r al Tour de la Dordogne i vencedor de 2 etapes
  - Vencedor d'una etapa al Tour de Moselle
- 1998
  - Vencedor d'una etapa al Circuit de Saône-et-Loire
- 2000
  - Vencedor d'una etapa al Tour de l'Ain
- 2001
  - 1r al Tour del Franc-Comptat i vencedor d'una etapa
- 2002
  - 1r al Trofeu des châteaux aux Milandes
  - 1r al Tour de Corrèze

### Resultats al Tour de França
- 1998. 39è de la classificació general